# Husøy (Senja)
Husøy ist sowohl eine Schäre als auch ein darauf befindliches Fischerdorf in der Kommune Senja der norwegischen Provinz Troms. Der Ort hat 279 Einwohner (Stand: 1. Januar 2024).
Das Dorf/die Insel liegt etwa 53 Kilometer südwestlich der Stadt Tromsø in einem Fjord der Insel Senja. Das nächstgelegene Dorf Fjordgård liegt vier Kilometer Luftlinie entfernt, auf der westlichen Seite des Fjords. Weitere Dörfer in nicht mehr als 10 Kilometer Entfernung sind Senjahopen, Botnhamn und Mefjordvær.
Husøy wurde in den 1950er Jahren bevölkert, als eine Mehrheit der Dorfbewohner von Øyfjordvær, einer inzwischen aufgegebenen, nördlichen Siedlung im selben Fjord, beschloss, wegen der Vermeidung von Erdrutschen und einem kürzeren Weg zu den Fischgründen, von der sehr windigen Westseite des Fjords auf die drei Kilometer östlich befindliche Insel Husøy zu ziehen. Auf der Insel gibt es ein Lebensmittelgeschäft, eine Grundschule, eine weiterführende Schule, eine Kindertagesstätte, ein Restaurant und eine Kapelle.
Durch einen nach der Besiedelung angelegten Straßendamm ist Husoy mit der norwegischen Straße (Fylkesvei) 7886 verbunden, die wiederum angelegt wurde, um Husøy mit der Fylkesvei 862 zu verbinden. Da die Gegend um Husøy von Gebirgen geprägt ist, führt die etwa elf Kilometer lange Fylkesvei 7886 auch durch zwei Tunnel.